# Андреа Агрусті
Андреа Агрусті (італ. Andrea Agrusti; нар. 30 серпня 1995) — італійський легкоатлет, який спеціалізується в спортивній ходьбі.

## Спортивні досягнення
Бронзовий призер (в особистому заліку) та переможець (у командному заліку) командного чемпіонату Європи з ходьби на дистанції 50 км.
Був 11-м у ходьбі на 50 км на чемпіонаті Європи з легкої атлетики 2018.